# Editorial Tiempo Presente
Editorial Tiempo Presente Ltda. fue una empresa editorial chilena que editó la extinta Revista Cosas.

## Historia
Fue creada en 1976 por los periodistas Mónica Comandari Kaiser, Verónica López Helfmann y André Jouffé.
Otras revistas publicadas por la editorial fueron Revista Casas, Revista Poder & Negocios y en años anteriores, publicaron las revistas 19 y La Revista Cartoon Network. Cerró el 28 de diciembre de 2018 y su revista emblema Cosas dejó de circular. Su casa matriz de la avenida Almirante Pastene fue vendida a la Pontificia Universidad Católica de Chile en donde actualmente opera la Red de Salud UC Christus. 